# Облога замку Йосіда-Кооріяма
Облога замку Йосіда-Кооріяма (яп. 吉田郡山城の戦い, йосіда кооріяма-дзьо но татакаі) — військова опреація, яка тривала з серпня 1540 по січень 1541 року під стінами замку Йосіда-Кооріяма у провінції Акі (суч. префектура Хіросіма). Замок, цитадель роду Морі під командуванням Морі Мотонарі, було обложено силами роду Амаґо під командуванням Амаґо Харухіса у серпні 1540 року. Штурми нападників і вилазки захисників, які продовжувалися впродовж декількох місяців, не могли змінити хід операції на користь будь-якої сторони. Лише прибуття загонів роду Оуті на підмогу Морі, змусисило війська Амаґо зняти облогу і забратися додому, до провінція Ідзумо.